# エターナルダークネス 〜招かれた13人〜
『エターナルダークネス ―招かれた13人―』（エターナルダークネス -まねかれたじゅうさんにん-、Eternal Darkness Sanity`s Requiem）は、2002年10月25日に任天堂がニンテンドー ゲームキューブで発売したアクションアドベンチャーゲーム。開発はカナダのシリコンナイツ。アメリカでは同年6月23日、ヨーロッパでは同年11月1日に発売。

## 概要
ストーリーは全12章からなり、章により舞台と時代・主人公は異なる。紀元前のペルシャや中世のカンボジア、現代のアメリカなど様々であり、それぞれの主人公が奇怪な冒険に出る。冒険は時代を超えて繋がる。
モンスターとは剣や銃をもって戦闘する。主人公が邪悪な波動を受けるとサニティ (精神力) を失っていく。サニティが減ると世界が傾いたり逆さになったりし、幻覚や幻聴が聞こえたり画面が暗転したりする。これらは「サニティ・システム」と呼ばれ、プレイヤーにまで恐怖感が伝わってくる。

## ストーリー
主人公であるアレックス（アレキサンドラ・ロイヴァス）は、突然の祖父の謎めいた死に疑問を抱き、ロードアイランドにある祖父の邸宅の調査を開始する。間もなく彼女は書斎の奥に隠し部屋を見つけ、そこで様々な奇妙な物体とともに人間の皮膚と骨で装丁された1冊の書、「エターナルダークネスの書」を発見する。その書を読み始めた彼女は、まず紀元前26年のローマ帝国兵、パイアス・オーガスタスの不思議な体験を知ることになる。
パイアスは従軍中にペルシャで謎の声に導かれ、地下遺跡へやってくる。そこで彼は不思議な3つの秘宝を見つけ、その1つを手に取る。すると秘宝の力で彼は不死の魔術師へと変貌し、手にした秘宝の主であるエンシャントの手下（あるいは奴隷）となったのである。秘宝の主である3体のエンシャントは、太古の時代により強大な4体目のエンシャント「死神」マントロクによって封印されていたが、マントロクはパイアスによって魔法の杭を打たれ瀕死とされてしまい、その間にパイアスは自分の主であるエンシャントを現実世界へ召喚しようと様々な活動をしてゆく。
プレイヤーが新たな書のページを発見するごとに、アレックスはその他の選ばれし者達についての体験を知ってゆくことになる。二千年に渡って様々な時代、場所に存在する彼らは、各々がエターナルダークネスの書を手にし、パイアスやエンシャントの手先と関わってゆく。彼らの多くは不幸な運命に直面することになるが、時代を越えて協力し合い、三つの残されたエンシャントの秘宝を「光の集まる場所」ロイヴァス邸へと集めることに成功する。
また、アレックスの祖先によって、ロイヴァス邸の地下にはかつて太古の人々が建造した「エンガの遺跡」が存在することが明らかにされる。しかし遺跡はエンシャントの手先によって破壊され、彼らの巣食う魔の都へと変貌していた。アレックスの祖父エドワードは祖先の導きに従い、エンガの遺跡全体をパワーサークルとして強力なスペルを発動することの出来る装置を発見し、それを用いることでエンガの遺跡を解放した。そしてアレックスもまたその装置を用い、集められた3つの秘宝の力を加えることでパイアスの主であるエンシャントを打ち倒すことの出来るエンシャントを自ら召喚する。
召喚したエンシャントによってパイアスの主は打ち倒され、アレックス自身と選ばれし者達によってパイアスもまた倒される。しかしアレックスは、皮肉にも自身の召喚したエンシャントにより世界が滅ぼされる未来のビジョンを見てしまう。アレックスは愕然とするが、そこで祖父エドワードの助けにより、エンシェントを召喚する際に作ったスペルの1つを入れ替えることで強力な従属スペルを作り出す。その結果、エンシャントを再度封印することに成功し、世界はエンシャントの脅威から救われたのである。

## 登場人物

### アレックス （アレキサンドラ・ロイヴァス）
声 - ジェニファー・ヘイル
- 2000年・アメリカ、ロードアイランド州
- ワシントン州の大学生であり、物語の中心的な主人公。呪われた血筋と言われるロイヴァス家の最後の1人。祖父の謎めいた死を調査している内にエターナルダークネスの書を発見し、過去に為された永遠の闇との苦闘を知ってゆく。そして祖父の導きに従い、パイアスの計画を打ち倒すべくエンシャントの召喚を試みる。
- キャラクター性能は体力以外はサニティ、マジックともに平均的で、足も速い。使える武器もリボルバー・ショットガン・グラディウスとバランスが取れている。また、マイケルのチャプターで条件を満たしていると、強力な近距離武器である光のグラディウスも使える。

### パイアス・オーガスタス
声 - リチャード・ドイル
- 紀元前26年・ペルシャ
- 中東へと遠征中のローマ帝国兵。部隊の指揮官を務め、皇帝への忠誠心も厚い勇猛果敢な戦士。謎の声に導かれ迷い込んだ地下遺跡でエンシェントの秘宝に触れゾンビ化、エンシャントのしもべとなり物語の中心的な悪役となる。二千年の永きに渡って主であるエンシェント召喚の準備をしてきたが、アレックスによって倒される。
- 使える武器はグラディウスで、性能は高い。耐久力が高めでスタミナもあるため使いやすいキャラ。ただし足が若干遅い。また、サニティメーターとマジックメーターが存在しない。

### エリア
声 - キム・メイ・ゲスト
- 1126年・カンボジア、アンコール・トム地方
- スーリヤヴァルマン2世に仕える宮廷ダンサーの少女。エターナルダークネスの書の記述を読み、好奇心にかられておとぎ話 (と彼女は考えている) に登場した寺院へ探検に訪れた。寺院の奥で瀕死のマントロクを発見し、彼の秘宝であるマントロクの心臓を体内に埋め込まれる。その後秘宝を探すパイアスに殺されるも埋め込まれた秘宝の力で半死半生のまま生き永らえ、遺跡の調査に訪れたリンゼイにマントロクの心臓を託すと、秘宝から解放され死亡した。
- 移動速度は速いものの、全てのキャラの中で最も体力が低く、打たれ弱い。サニティもかなり低いため、幻覚にも襲われやすい。使える武器は近距離用のタリボンと遠距離武器の吹き矢だが、どちらも攻撃力が低め。また、マジックメーターが存在しない。

### アンソニー
声 - カム・クラーク
- 814年・フランス
- フランク王国のシャルルマーニュ王に仕えており、司祭から王への手紙を預かる。中を見てはならないと司祭から念を押されたが、違和感を覚えて手紙を開封すると腐敗の魔法が開放されアンソニーに襲い掛かる。王の身に危険が迫っている事を知った彼は王へ警告しなければならないと感じ、呪いに体を蝕まれつつも王の滞在しているウーブリエ大聖堂を訪れる。疑惑の司祭を追い詰め打ち倒すものの、時既に遅く王は屍となっており、アンソニーもまた、呪いによって肉体を蝕まれ目前で力尽きてしまう。後にポールが彼を見つけるが、呪いの力で死ぬことも出来ず、王を守るために見境なく剣を振るうゾンビへと変貌している。ポールによってアンソニーは倒され、祈りによって不死の呪いから解放され死亡した。
- 体力、サニティ、移動速度、スタミナともに高くまとまっており、武器もスクラマサクスとロングソードと使い勝手が良い物が揃う。だが、物語を進めて行くごとに呪いで肉体を蝕まれ、移動速度が落ちて行くため、操作には癖がある。また、「体力がなくなっても絶対に死なない」という特性を持つ。

### カリム
声 - リノ・ロマノ
- 565年・ペルシャ
- 剣術を得意とするペルシャの青年。想いを寄せているチャンドラという娘に、遺跡に眠る夢に現れた宝 (エンシェントの秘宝) を手に入れてくるよう仕向けられる。カリムは苦心してやっと秘宝を見つけるが、手を伸ばしかけたその時チャンドラの霊が語りかけてくる。彼女はカリムの留守に密かに浮気をし、その結果他の女に嫉妬され、切り刻まれ、殺されたという。しかし死んだことにより夢の真の意味を理解し、闇から秘宝を護るためにカリムに秘宝の守護者となるよう告げる。カリムは迷うがそれを受け入れ、死んで守護者となる。それ以降、秘宝の部屋を訪れる者を試していたが、選ばれし者であるロベルトが訪れたことを機に秘宝を託し、チャンドラとともに昇天する。
- 全キャラ中最大の体力を誇り、非常に打たれ強い。タルワール、ラムダオのような近距離用の武器に加え、遠距離用のチャクラムも装備しており戦闘能力はかなり高い。ただ、サニティとマジックは低めで移動速度もそこまで早くない。

### マックス （マクシミリアン・ロイヴァス博士）
声 - ビル・フットキンズ
- 1760年・アメリカ、ロードアイランド州
- アレックスとエドワードの祖先である、ロードアイランドに住む内科医。大学で講義を受け持っている。父の死によってロイヴァス邸を相続したが、違和感を覚えるため屋敷に秘密があると考えたマックスは、父アーロンの手紙に記述されていたエターナルダークネスの書を見つける。密かに使用人に化けたエンシャントの手先に恐怖しながらも、地下に存在するエンガの遺跡を発見し、ガーディアンを倒す。しかしあまりの強大さに1人では到底対抗出来ないこと、さらに敵は人間の皮膚を纏って人間社会に浸透してしまっていることを知ったマックスはその事を広め、皆で協力して対抗しようと考えたが、世間には理解されなかった。その後、周囲の人間に対して疑心暗鬼にかられ、遂には使用人を虐殺してしまったマックスは精神病院に閉じ込められ、エンシャントに対抗しなくてはならないと警告を叫びながら無念の一生を終えた。その後、エドワードの前に霊として現われ、エンガの遺跡を破壊するよう導く。
- 体力は高く、サニティも高いが、年齢のせいか全体的に動きが緩慢でスタミナが低く、打たれ弱い。マジックも平均的。武器に関しては、近距離武器のセイバー、遠距離武器のフリントロック・ピストルを使えるが、ピストルは旧式のためリロードにかかる時間が長いという欠点がある。サニティが低いままで井戸の下に降りると彼が精神病院の中に入れられる幻覚が起きる（ただしサニティが満タンのままだと見られない）。

### エドウィン・リンゼイ
声 - ニール・ロス
- 1983年・カンボジア、アンコール・トム地方
- 衛星によって謎の寺院が発見されたことを受け、探索に訪れた考古学者。政府の協力は得られなかったが、収集家ポール・オーガスティンが資金援助を申し出てくれたため、彼と共に寺院を探す事になる。2週間にもわたる探索の末、ついに寺院を発見するも、寺院へ侵入するや否やポールがパイアスの正体を表し、拳銃でリンゼイを殺そうとする。これを間一髪で免れ、現れたゲートキーパーを倒した彼は、寺院の謎を解き明かすべく奥へと進んでゆく。寺院の最下層でマントロクを発見した彼は、永く秘宝を護り続けてきたエリアからマントロクの心臓を託され、ロイヴァス邸へ運ぶよう仕向けられる。探検から帰還した彼はロイヴァス邸を訪れ、アレックスの祖父エドワードにマントロクの心臓を託した。
- どの能力も高めな万能キャラで、特に移動速度が速い。最初から近距離武器のククリナイフと松明、遠距離武器のオートマチック・ピストル（コルトM1911）、ショットガン（レミントンM870の改良版）を所持しており、戦闘能力に関してはカリムにも匹敵する。ただし、マジックがやや低めなことと、銃器の補充弾薬は所持している分しかない。

### ポール・ルーサー
声 - ポール・エイディング
- 1485年・フランス、アミアン地方
- フランシスコ会の修道士。ウーブリエ大聖堂に安置されている聖遺物「ジュードの手」を見るため、道中の危険を省みず旅してきた。しかし、やっとの思いで辿りついたや否や、聖堂内で修道士アンドリューの死体を発見してしまい、司教から殺人の疑いを受け監禁されてしまうも、聖堂の不穏な空気に疑問をもった管理人に助けられ、聖堂内に残された不正の証拠を調査した結果、実はこの聖堂は異端者に支配されていることを知る。聖堂地下で協力者の管理人を失いつつも何とか司教を追い詰めるものの、そこにはパイアスの主に敵対するエンシャントの秘宝を護るガーディアンが待ち構えており、何の抵抗も出来ないまま惨殺される。
- 体力が非常に低いが、移動速度は速い。また、マジックも高いので戦闘ではスペルを上手く使うことが必要になる。武器はメイスとロングソード（場合によってはスクラマサクス）、遠距離武器のボウガンを使える。ただしボウガンはリロードの隙が大きいため使い勝手が悪い。また、サニティを回復できる「祈りの杖」を最初から所持している。

### ロベルト・ビアンキ
声 - フィル・プロクター
- 1460年・ペルシャ
- ヴェネツィア出身の建築家。諸国漫遊の最中にパイアスが偽装している仮面を被った強欲な将軍に捕虜として捕まるが、建築の才能を認められ将軍の権威の象徴として建造中の「いけにえの柱」の基礎調査を仕事を命令される。調査中に、彼はかつてカリムが秘宝を発見した部屋へと足を踏み入れる。そこで秘宝を守護しているカリムに斬り付けられるも、ロベルトは選ばれし者であったため死なず、カリムに認められ秘宝を託された。地下に徘徊する異形の者達を何とか倒しつつ調査を終えたロベルトは地上に戻り、将軍に柱の建造を止めるよう進言するが聞き入れられず、建築家としての「最後の仕事」として「いけにえの柱」に放り込まれて絶命する。後にマイケルが柱を発見した際に、霊として彼の目の前に現れ、秘宝をロイヴァス邸に運んで人類を救って欲しいと語りかける。
- 体力は高いが、それ以外の能力はいずれも低い。武器はサイフとボウガンが使えるが、最初は松明しか持っていないため序盤は逃げるしかない。

### ピーター・ジェイコブズ
声 - マイケル・ベル
- 1916年・フランス、アミアン地方
- 第一次世界大戦中に前線を取材しに戦場を訪れた従軍記者。彼は何かに導かれるように、野戦病院として使用されているウーブリエ大聖堂へやってきた。そこで兵士の手紙を読み、入院した兵士が退院することがなく、聖堂の奥へ消えていっているのではないかということに気付く。砲撃で停電した一瞬の隙に聖堂内は異形の者で溢れかえり、彼は封印された扉から聖堂の地下へと果敢に進んでゆく。そして聖堂の地下深くで、かつてポールを無残に殺した秘宝のガーディアンを見つける。圧倒的な敵ではあったものの、彼はエターナルダークネスの書から得た知識をもとにして勝利する。ガーディアンが護っていた秘宝は69年間彼の手元に置いていたが、長年の睡眠不足の原因と考え専門家であるエドワードのもとへ持ち込み、そのまま託して帰っている。また、「第一次世界大戦を引き起こしたのはエンシャントであり、ガーディアンのエサとして人間を調達するためである」という事実を記事として発表し、世間を騒がせた。
- サニティが非常に低く、幻覚に襲われやすい。しかし、それ以外の能力は高めで、移動速度やスタミナも高い。最初は撮影に使うフラッシュ・パンしか持っていないが、リボルバー（オーディナンスM1892）、ライフル（リー・エンフィールドMkIII）、ロングソードと使い勝手のいい武器が多く手に入るため、戦闘に関しては優秀。

### エドワード・ロイヴァス博士
声 - ネイル・ディクソン
- 1952年・アメリカ、ロードアイランド州
- アレックスの祖父である、臨床精神科医。書斎でマックスの霊に導かれ、エターナルダークネスの書を発見する。すると突如邸宅にエンシャントの手先、ヴァンパイアが現れる。ヴァンパイアを打ち倒した後、封印されていたエンガの遺跡への入り口を発見し、遺跡へ降り立った彼は遺跡全体を利用して強力なスペルを作る装置を発見し、それを利用して遺跡全体にディスペル・マジックをかけることでエンガの遺跡からエンシャントの勢力を一掃することに成功する。30年程後、ピーターやリンゼイから秘宝を手渡され、マイケルからも秘宝と思しき小包を渡されるが、エドワード自身は死期を悟っていたようで、孫のアレックスにエンシャント召喚を託すために邸宅全体を利用して秘宝やエンガの遺跡への入り口を隠しておいた。
- サニティとマジックは高めだが、体力が低くスタミナも低いため打たれ弱い。しかし、使える武器はセイバー、リボルバーに加えダブルショットガン、エレファントガンと非常に豪華。ただし、エレファントガンは撃つたびに転倒してしまう。

### マイケル・エドワーズ
声 - グレッグ・イーグルス
- 1991年・中東
- カナダの油田火災専門業者に勤める消防士。湾岸戦争で頻発していた油田火災に対処するため中東へと赴任していたが、ある時火災を食い止めようと爆薬を設置したところ、地下からの強力なエネルギーで爆薬が暴発。彼は仲間とともに穴に落ち、謎の地下遺跡へと転落した。そこにはかつて建造された「いけにえの柱」が埋没しており、そこから現れたロベルトの霊により秘宝を託される。遺跡の地下深くから聞こえる声に導かれ、爆薬で遺跡ごと破壊することに成功した彼は何とか無事に帰還するも、エンシャントによって命を狙われることになる。自身の死期が迫っていることに気付き、エドワードを呼び出して小包を渡すものの、中身は不明。エドワードに小包を渡した後は消息不明。
- 消防士だけあって体力や移動速度、スタミナは高い。ただ、サニティとマジックは極端に低い。武器はファイアー・アックス（消火斧）、ハンドガン、OICW（軍用ライフル）と優秀で、特にOICWはかなり強力。

## サブキャラクター

### ラグレーズ警部
- ロードアイランドの警察の人間。エドワードの死体の確認のために唯一の親族であるアレックスを屋敷に呼び寄せる。唯一、エターナルダークネスの章とは関連はなかった人物である。

### マントロク神官
- エリアにマントロクの心臓を託し、護る使命を与える。

### チャンドラ
- カリムの恋人。裕福な生活をしている。エンシャントの秘宝の夢をみて、その秘宝を手に入れるようカリムに頼む。だが、カリムの帰りを待ちきれず、他の貴族と関係を持ちその貴族の妻にナイフで滅多刺しにされて殺される。だが死の際に夢の真相を悟った彼女は幽霊となり、カリムの命を奪い共に秘宝の守護者となった。ロベルトが現れ、カリムと共に昇天した。

### アーロン・ロイヴァス
- マックスの父で、エドワードとアレックスの先祖。マックスと同じ学者。エターナルダークネスの書（もしくはその写本）を入手し、屋敷の地下遺跡の存在にも気がつく。友人と共に遺跡を破壊しようと考えていたが、その目的を果たさずに病死してしまう。

### 管理人
- ウーブリエ大聖堂の管理人。本名不明。ベルタワーで鐘を鳴らす役目。大聖堂で行われている異端行為に気がついていたが、証拠がなくなにもできなかった。殺人の疑いをかけられたポールを助け、調査を手伝う。しかし、知りすぎてしまった彼は捕らえられ、生贄のテーブルで死を迎える。

### 能力者の騎士
- 聖堂騎士団員。仮面の将軍に偽装しているパイアスに負け、捕らえられる。パイアスの真の姿を見破るが、いけにえの柱の根元に生き埋めにされる。彼は発売前に没となった人物、ジョセフ・デ・モレー（Joseph De Molay）である。

## 敵キャラクター
敵となるクリーチャーは基本的に3つのアライメント（属性）のうちどれかに属しており、パイアスの選んだ秘宝により遭遇するクリーチャーのアライメントが変化する。
チャターガ（赤色）のアライメントは力に優れており、耐久力と攻撃力が高い。
ゼロタース（緑色）のアライメントは精神に干渉し、攻撃を受けると体力とサニティゲージに同時にダメージを受ける。
ウーリアス（青色）のアライメントは魔力に干渉し、攻撃を受けると体力とマジックゲージに同時にダメージを受ける。
マントロク（紫色）は上記属性すべてに対して優位だが、エンシャント自身の力が弱まっているため貧弱なゾンビが時々現れる程度である。
また、どのクリーチャーも頭部への攻撃が有効であり、ゾンビはプレイヤーを見失い追ってこなくなるほか、他の強力なクリーチャーもその場で力尽きる。

### ゾンビ
- 死んだ人間が生き返ったなれの果て。その姿は骸骨や筋肉が剥き出しの動く死体。殴る、噛み付くなどの攻撃を持っており、すぐに振りほどく必要がある。アライメントによって行動パターンや対処法が最も大きく変化するクリーチャーである。
- マントロク・ゾンビは貧弱で特別な行動パターンを持たず、松明で一度殴ると燃えて倒れる。
- チャターガ・ゾンビは耐久力が他のゾンビと比べて非常に高い。また破壊した部位は時間経過で再生するため、部位破壊で無力化する方法が通用しない。
- ウーリアス・ゾンビは胴体を攻撃すると唸り声を上げ、腹部に溜まった腐敗ガスが爆発する。部屋中のウーリアスゾンビと共鳴して爆発するが、首を刎ねれば自爆を止めることができる。
- ゼロタース・ゾンビの手や頭は切断した後も「幻覚」のようになって残存し、通常時と同じ挙動を取る。マントロクゾンビと同じく松明が有効。
- ティアーとアレタックとパルゴンを組み合わせたスペル「サモン・ゾンビ」で召喚できる（マントロク・ゾンビは召喚できない）。ゾンビは扉を開けるが、アイテムは手に入らない。

### トラッパー
- コオロギのような音を出す、小さなサソリのようなクリーチャー。トラッパーの放つ波動を受けるとダメージを受けない代わりに異世界に飛ばされる。盲目の代わりに聴覚が優れており、走ったり、音を立てると気づかれる。飛び道具が有効で、一発で撃破できる。また遭遇時のサニティ減少がなく、波動を放つとその場で力尽きてしまう。
- ティアーとアレタックを組み合わせたスペル「サモン・トラッパー」で召喚できる。小柄な体格を利用して人間の入れない穴へ侵入したり、障害物を異世界に飛ばす事ができる。ただしアイテムと扉には干渉できず、また誤って生存者を異世界へ飛ばすとサニティが減ってしまう。
- マックスの解剖書によると、アライメントによる区別が存在しない。

### ホラー
- 太い腕に鉤爪を生やし迸る魔力をまとう、大柄で狂暴なクリーチャー。通常攻撃とは別に一定周期で「マジカル・アタック」のように魔力を放出し、周囲の対象を攻撃する。いずれのアライメントも強力だが、3つある頭部（に類する部位）を破壊すると撃破できる。
- ティアーとアレタックとパルゴンを組み合わせたスペル「サモン・ホラー」で召喚できる。ゾンビ同様、扉を開く事は可能だが、アイテムを入手する事は不可能。

### ボーンシーフ
- 鋭い鎌の腕と細長い肉体を持つ、カマキリに似たクリーチャー。人間（生死問わず）やゾンビに寄生する能力を持つ。ボーンシーフに寄生された人間は挙動がおかしくなり、接近するかダメージを与えると殴りかかってくる。
- 金切り声を上げて飛びつく攻撃を持ち、振りほどけないと身体に潜り込まれ即死する。遭遇時のサニティ減少量が他のクリーチャーより多く、とどめを刺しても回復しきれない。銃などの飛び道具を回避する（ボウガンは回避されない）。頭部を破壊すると倒せるが、ゼロタース・ボーンシーフのみ頭の代わりにゼロタースのルーンが浮いている（ロックオンしても胴狙いに見えるが、単なる見た目上の問題）。
- 上記の能力で人間社会に潜伏している個体も少なからず存在し、ウーブリエ大聖堂を内部から牛耳っている他、その擬態を目撃して疑心暗鬼に駆られたマックスが解剖書に残したコメントは他のクリーチャーに対してよりもヒステリックなものである。

### ゲートキーパー
- 鳥かコウモリのような翼と、サソリのような尻尾を持つクリーチャー。尻尾による攻撃を受けると呪文を詠唱し、ゾンビを召喚する。他のクリーチャー同様に頭部が弱点だが、尻尾攻撃の予備動作で翼を広げた時しか攻撃が通らない。また遭遇時に一度だけサニティを減らしてくる他のクリーチャーと違い、倒すか部屋を移動するまで常にサニティを減少させる。

### ワーム
- ロベルトの章とマイケルの章で登場するクリーチャー。攻撃してこない代わりに、サニティが時間経過で減少する。クリーチャーの中ではトラッパーに並んで弱く、飛び道具の一撃で倒す事ができる。

### ガーディアン
- エンガ遺跡に潜んでいるクリーチャー。ウーリアス・ガーディアンはエビか虫のような足を持つイカのような姿（マックス曰く「過去に知られているどの生物群にも属さない」）。ゼロタース・ガーディアンは首なしの上半身が二つ腰から生えたような姿で這い回り、臓器を持たない。チャターガ・ガーディアンは身体の大半を占める大きな口と硬い殻を持つカニか蜘蛛のような姿をしている。どのタイプでも攻撃部位の指定ができず、「弱点が見当たらない」。戦闘ではワープ移動と直接攻撃のほかに、「シールド」「サモン・ゾンビ」「マジカル・アタック」のスペルを使用する。
- ガーディアン達がエンガ遺跡に現れた時には街の住民たちを殺して食べ物、奴隷、遊び道具にし、最期は闇に覆い尽くされ血塗られた絶望の日々が繰り広げられたとされる。本編ではマックスとエドワードの章に登場。エドワードによりエンガ都市からエンシャントの勢力は一掃されたが全滅はしておらず、48年後、一体のガーディアンがエドワードを殺害し、これが原因でアレックスはエドワードの死を探る事になる。

### グレートガーディアン
- ウーブリエ大聖堂に安置されている聖遺物「ジュードの手」と称されているエンシャントの秘宝の一つを守るため、パイアスが9ポイントの「サモン」スペルで呼び出したクリーチャー。他のクリーチャー達より遥かに巨大であるほか各エンシャントの意匠を色濃く汲んだ容姿をしている。教会の地下室の中に潜んでおり、教会の秘密を探ってやってきたポールを惨殺したが、ピーターによって斃された。力だけでなく自我も他のクリーチャーより強いようで、召喚されるなりパイアスらに攻撃を加えたり、パイアスの支配に従わない様子も見せている。
- どのアライメントでも行動パターンおよび対処法は似通っているが、遠距離攻撃の質が異なる（破壊可能な球体、当たると引き寄せられるビームなど）。また接近すると殴りつけたり踏み潰したりしてくるが、ゼロタースのみスペルによる攻撃（アントーボックとアレタックを組み合わせた専用スペル）を行う。
- グレート・ガーディアンには通常攻撃が一切通用しない。行動を終えた後に身体が光るタイミングで「マジカル・アタック」を当てた場合のみダメージが通る。

### ヴァンパイア
- エドワードがエターナルダークネスの書を手にした後に現れたクリーチャー。その名の通り血を吸う性質を持ち、ヴァンパイアに引っ掻かれると生き血を吸われ、急いで振りほどかないとゲームオーバーになってしまう。また襲われた人間が操られると、攻撃では全く怯まない。屋敷中を走り回っては使用人達に襲いかかるが、急いで助けると情報やアイテムをくれる。また「リビール・インビジブル」を使うと常に見えるようになる。ヴァンパイアは何度ダメージを与えても倒れないため、地下室の隅の井戸にある石碑を破壊する必要がある。

## 用語

### エターナルダークネスの書
人間の皮膚と骨で装丁された書物。選ばれし者でなければ内容は解読できない。

### エンシャント
太古の支配者。現在は封印されているが、そのうち1体がパイアスをしもべとし、彼を動かして再度現実世界に召喚されようと目論む。

### 光の集まる場所
道半ばで倒れた選ばれし者たちが言及する、エンシャントに対抗するための物品を運ぶ目的地。ロイヴァス邸のこと。

### ウーブリエ大聖堂
フランス・アミアン地方に存在する大聖堂。聖遺物「ジュードの手」が納められている。ポールの時代に増築がなされ、ピーターの時代には野戦病院として開放されている。僧侶たちの寝室がない、十字架などの礼拝設備がないなど、教会としては不自然な点が散見されるが、それはエンシャントの支配下にあるためで、「ジュードの手」を見に来た人々、異端審問官（に化けたパイアス）の尻尾を掴もうとした者、収容された病人たちが生贄として連れて行かれていた。「ジュードの手」も実際には存在せず、その正体であるエンシャントの秘宝の一つがここに持ち込まれており、グレートガーディアンに守られている。

### いけにえの柱
ペルシャの時の支配者である仮面の将軍（パイアス）の権威の象徴として建造が進められている塔。実際はエンシャント召喚の準備のために造られたもの。マイケルの時代には謎の地下遺跡に埋没しており、最終的にマイケルによって遺跡ごと爆破されて完全に破壊された。

### エンガの遺跡
地下の大空洞に存在する古代都市の遺跡。かつて古代の種族により建設されたが、エンシャントの侵略により彼らのガーディアンを始めとした邪悪なモノたちの蔓延る死の都に成り果てた。現在はロイヴァス邸の地下室に遺跡へと通ずる入口がある。
この遺跡には魔法の力が集まっており、それ自体がパワー・サークルを形成している。エドワードとアレックスはこれを用いてエンシャントへの対抗手段を講ずることになる。

## エンシャント

### ウーリアス
- 魔力（青）のエンシャント。宇宙の仕組み等に詳しく、知的で冷静。見た目は内部に赤い球体を抱いた巨大なくらげ。パイアスを二人称では「そなた」と呼ぶ。多元宇宙のすべてを支配しようとしている。秘宝はウーリアスの天蓋。

### ゼロタース
- 精神（緑）のエンシャント。エンシャントの中では唯一の女性。敬語で話す。赤い眼と2対の腕が特徴的。二つの声（威圧的、囁き）を持ち、それぞれに人格がある（英語を聞くと、一人称を"I"、"We"で使い分けている）。3体のエンシャントの中で唯一パイアスを疑う。狂気による妄想に過ぎないか、それとも平行宇宙で他のエンシャントのために働くパイアスのビジョンを見たのか明らかではない。自分より弱い精神の持ち主の正気を打ち砕く。秘宝はゼロタースの羽翼。

### チャターガ
- 体力（赤）のエンシャント。見た目は蟹の爪と殻が印象的。好戦的で凶暴だが、パイアスの忠誠に対する信頼は確か。パイアスを二人称では「貴様」と呼ぶ。精神のゼロタースに強く、無限のウーリアスの前では無力。秘宝はチャターガの爪。

### マントロク
- 死神と呼ばれる存在。パイアスの魔法（マントロク自身のアライメントを使った9ポイントバインドスペル）によって現実世界に杭で磔にされ、周りのものすべてを腐食させながらゆっくりと死に至っている。多数の目、口、触手などが蠢いている。カンボジアの寺院に本体があるようだが、その触手は禁断の都市でも、エンガの遺跡でも見ることが出来る。禁断の都市でみられる触手と生贄の骸骨のおぞましい壁画もこのマントロク関係だろう。太古にチャターガ、ゼロタース、ウーリアスの3体のエンシャントを封印し、それらの3すくみの力関係を維持している。"闇"であるチャターガ、ゼロタース、ウーリアスと対立していて"光"と言われているが、マントロク自身もエンシャントであり自らの利益のために動いている。少なくとも、生贄をささげれば恵みを与えるというように人間に協力的ではある。3周目のエンディングの後に語られるエピローグにより、ヴェールの向こうの真実が明らかになる。秘宝はマントロクの心臓。

### 5体目のエンシャント
- 黄色が紫（マントロク）の補色であることから、混沌のマントロクと対になる存在かもしれないが、その目的等は不明である。Nintendo Power誌によるとインタビューの中でシリコンナイツ社長のDenis Dyack氏はゲーム中の黄色の魔法の裏に、もう一体のエンシャントがいることを明らかにした。
- ゲーム中の黄色の魔法
  - パイアス、カリムを遺跡に転送
  - 遺跡のボタン
  - アンソニーをゾンビに変えた魔法
  - ルーンバリア
  - 忘れられた回廊・エンガのダメージフィールド。

なお、ゲームの起動時のシリコンナイツのロゴムービー中に黄色のPargonのルーンを見ることが出来る。

### 謎の声
パイアスの章とカリムの章に現れた謎の声。女性の声だが、謎の声はエンシャントなのか、明らかにされていない。

## 64版エターナルダークネス
- エターナルダークネスはもともとN64向けのソフトとして開発されていた。発表会にも出展し、90%完成していたという。しかし、任天堂とシリコンナイツは話し合いの後、N64での発売をキャンセルし、GCに移行することにした。ストーリーは基本的にそのままだったが、グラフィックは完全3Dにするためにすべて作り直し、カメラの演出の自由度が高まった。画像はプログレ対応に、音響はプロロジック2の立体音響にパワーアップした。64時代のスクリーンショットをみると、現在と同じキャラ、見覚えのある場所を見ることが出来る。中には没となったキャラクターもいる。ペルシャ遺跡で戦う十字軍の兵士のキャラクター（ジョセフ・デ・モレー）がいる。彼はプレイヤーが使えるキャラクターではなくなったが、ロベルトの章の始めのムービーにその姿をみることができる。なお、エリアにマントロクの心臓を埋め込む僧侶も彼のような没となったキャラクターで、エジプトからマントロクの呼び声によって旅してきた僧侶であるという噂である。
- 海外のゲーム情報サイトIGN.comにはエターナルダークネスに関する数多くの記事があり、開発途中のバージョンについての情報を得ることが出来る。まず、デニス・ダイアック氏が解説するプレイ動画では、2001年の5月のE3に発表されたバージョンをみることができる。ここでは3人のキャラクターが紹介されている。全体的な違いとしては敵の目の緑の光がなく、サニティの減少がわかりにくいというのがある。以下に個々キャラのムービーで気づいたことを挙げる。
- アレックス - 赤いタンクトップで少し製品版より顔立ちがきつい。ショットガンを持って、ゾンビが多数いる夜の屋敷を走り回る。屋敷自体はほぼ製品版と同じだが、2階の廊下に彫像がなかったり細かい違いがある。BGMが製品版の屋敷のものと違っていた。
- ジョセフ・デ・モレー（Joseph De Molay） - 製品版ではカットされたキャラクター。舞台はアンソニーのいた旧聖堂。ただしステンドグラスが追加されている。装備はチェインメイル、メイスと斧の二刀流で戦い、止め刺し動作も独特である。他に両手持ちのブロードソードも使えるとのコメントがあった。
- パイアス - ほぼ製品版とかわらない。ただし4つのブロックをはめるパズルの部屋の地面に霧がかかっていた。

次に、2001年5月のエターナルダークネスの記事ではエターナルダークネスの壁紙が紹介されている。そのうちのほとんどは現在公式サイトでダウンロードできるものと同じだが、中にはそうでないものがある。これらの壁紙には没情報が含まれている。
- マントロクの前に立ちルーンを唱えるパイアスの壁紙

ここでパイアスは5つのルーンを詠唱している。それらは3つのエンシャントとマントロク、そして力のルーン、パルゴンである。他の4つがアライメントルーンであることから、パルゴンも元々はアライメントルーンであったのかもしれないと推測される。少なくともリリースされたエターナルダークネスにおいても、魔法システム内のパルゴンの扱いは特別である。
- ジョセフの壁紙と12人のキャラクターの集合壁紙。ジョセフはロベルトの章の始めにパイアスの正体を見破り、いけにえの柱に投げ込まれる騎士である。彼は開発中のスクリーンショットでプレイヤーキャラとして扱われていたことが知られている。

12人のキャラクター集合壁紙には彼も登場している。また、アレックス、パイアス、エドワード、マックス、ポール、ピーター、アンソニー、エリア、リンゼイの姿をみることができる。あとの二人は背の高い男と、ローブのようなものを来た髭の壮年男性である。暗くてよく見えないが、明らかにこの二人はマイケルとロベルトではない。背の高い男は社長がインタビューでふれた湾岸戦争の特殊部隊の兵士のキャラクターかもしれない。もう一人についてはまったくわからない。これら3人の没キャラにはどのようなストーリーがあったのか定かではない。

## スタッフ
In Memory of Ben Dyack 1920-2000
- Producer and Director
  - Denis Dyack
- Game Play Direction
  - 菱田達也
  - 山田裕之
- Art Directior & Content Supervisor
  - Ken McCulloch
- Lead Artists
  - Ryan Andrews
  - Scott Derby
  - Kevin Gordon
  - Raffaele Lenco
  - Patrick Ingoldsby
  - Mike Seto
  - Dan Tozer
- Assistant Lead Artist
  - Rob Nelson
- Senior Artist
  - Melanie Mcneice
- Lead Game Designers
  - Brad Furminger
  - Ted Traver
- Music & Sound Effects
  - Steve Henifin
- Director of Technology
  - James O’Reilly
- Chief Programmer
  - Doug Tooley
- Lead Programmer
  - Carey Murray
- Camera Research & Content Consulting
  - Dr. Barry Grant
  - Dr. John Mitterer
- Japanese Text Art
  - 黒梅知明
  - 豊田十紀彦
- Supervisor
  - 田邊賢輔
- Associate Producer
  - Karyn DePetris
- Producers
  - 宮本茂
  - 三木研次
- Executive Producer
  - 岩田聡